# La Bandera
La Bandera és una pel·lícula de l'any 1935 dirigida per Julien Duvivier i protagonitzada per Jean Gabin i Robert Le Vigan.

## Argument
Pierre Gilieth (Jean Gabin) comet un crim a París i fuig a Barcelona. S'allista a la Legió Espanyola i és destinat a un campament del Rif, al Marroc. Allà coneix els compatriotes Fernando Lucas (Robert Le Vigan) i Marcel Mulot (Raymond Aimos), els quals també amaguen el seu passat. Gilieth descobreix que Lucas és en realitat un policia secret infiltrat entre els legionaris. A les posicions del desert coneix Aïscha (Annabella), una bella beduïna, amb la qual es casa. Més tard, el capità Weller (Pierre Renoir) demanarà 24 voluntaris per a realitzar una missió de la qual difícilment tornaran vius.

## Context històric i artístic
Favorita d'alguns comandaments franquistes que van imposar la seua projecció després de la victòria del bàndol rebel a la darrera Guerra Civil Espanyola, aquesta és la més reconeguda i lloada realització del prolífic Julien Duvivier, qui des del 1922 i fins a l'any de la seua mort (el 1967) rodaria prop de setanta pel·lícules. Cap d'elles iguala aquest clàssic del cinema d'aventures, en el qual a més transpiren aspectes dramàtics, lírics i estètics gens estranys al corrent molt francès del realisme poètic.
De manera subtil i equilibrada, Duvivier relata una intriga basada en la contradictòria i moltes vegades imprevisible naturalesa humana. Annabella (poc després va iniciar una fallida carrera a Hollywood i es casaria amb Tyrone Power) atreu les mirades caracteritzant la seductora beduïna Aïscha, però qui de debò magnetitza la pantalla és Jean Gabin, a qui Duvivier tornaria a reclamar per a actuar a Pépé le Moko (1937). Interpretant el fugitiu i després legionari Gilieth, Gabin va assolir la condició de gran estrella del cinema francès. El guió cau en alguns tòpics (sobre la milícia, l'honor i el coratge) i en l'exotisme més excèntric: cas de la seqüència del cabaret de Barcelona on unes noies seminues ballen flamenc.
La part final, que enllaça tres seqüències, esdevé impressionant i commovedora. La primera seqüència descriu el violent assetjament dels rebels marroquins sobre el búnquer dels legionaris, que van caient. La segona mostra el funeral del tràgics herois. I en la tercera es fa palès el dolor d'Aïscha en conèixer la mort de Gilieth. La pel·lícula, juntament amb Beau Geste (William A. Wellman, 1939), segueix sent la millor de les que s'han fet sobre la Legió Estrangera.

## Frases cèlebres
| « | "Legionaris, vostès són apàtrides, però Espanya els necessita. Els demano sense objeccions que es comprometin i morin per la seua causa. Espanya no els ha de donar explicacions per portar-los a la mort. Una regió del Rif s'ha revoltat. Un destacament a les muntanyes pot retardar l'avenç de l'enemic. Mentre s'organitza la resistència, necessito comptar amb 24 homes valents. Podria designar-los jo mateix, però vull voluntaris. Vull voluntaris per a morir! Cap camarada ha tornat amb vida del lloc on aniran, però necessito 24 homes per a defensar aquest indret. Jo mateix prendré el comandament del destacament. Voluntaris, un pas endavant!" (El capità Weller, interpretat per Pierre Renoir) | » |

| « | Conserge: "Ei, ara parla espanyol vostè! Pierre Gilieth: "No, però entenc la situació." | » |

## Curiositats
- La pel·lícula, inicialment, contenia una dedicatòria al General Franco i les seues tropes en els títols de crèdit[3] (aquesta mena d'homenatge fou retirada després de la Guerra Civil Espanyola).[4]
- Fou estrenada als Estats Units el 1939 amb el títol Escape from Yesterday.[3]